# San Vittore del Lazio
San Vittore del Lazio är en ort och kommun i provinsen Frosinone i regionen Lazio i Italien. Kommunen hade 2 571 invånare (2018).